# اولاشلو
الاشلو نام روستایی در استان خراسان شمالی است. این روستا از توابع شهرستان شیروان است.
مردم این روستا به زبان کردی (کرمانجی) صحبت می‌کنند. شغل آنها دامداری و کشاورزی است. هوای منطقه سرد و خشک است و در تابستان‌ها هوا خنک و در زمستانها با بارش سنگین برف همراه باشد. ارتفاع روستا از سطح دریا ۱۶۴۵ متر است.

## موقعیت
این روستا در فاصله ۴۰ کیلومتری شمال شرقی شیروان واقع است که از شمال به روستای بوانلو و از جنوب به روستای اوغاز تازه، از شرق به کوه گنه و از غرب به روستای حمزه کانلو پایین محدود می‌گردد. این روستا یکی از روستاهای ایل سیفکانلو محسوب می‌شود.